# モリー・ディアウ
モリー・ディアウ（Mory Diaw、1993年6月22日 - ）はフランス・ポワシー出身のサッカー選手。セネガル代表。リーグ・アンのクレルモン・フット所属。ポジションはゴールキーパー。

## タイトル
パリ・サンジェルマンFC
- リーグ・アン 2014-15
- クープ・ドゥ・ラ・リーグ 2014-15
- クープ・ドゥ・フランス 2014-15